# Parma Calcio 1913
Parma Calcio 1913 är en italiensk fotbollsklubb i Parma. Klubben grundades 1913, då under namnet Verdi FC. Hemmaarenan är Stadio Ennio Tardini. Klubben spelar sedan säsongen 2024/2025 i Serie A.

## Historia

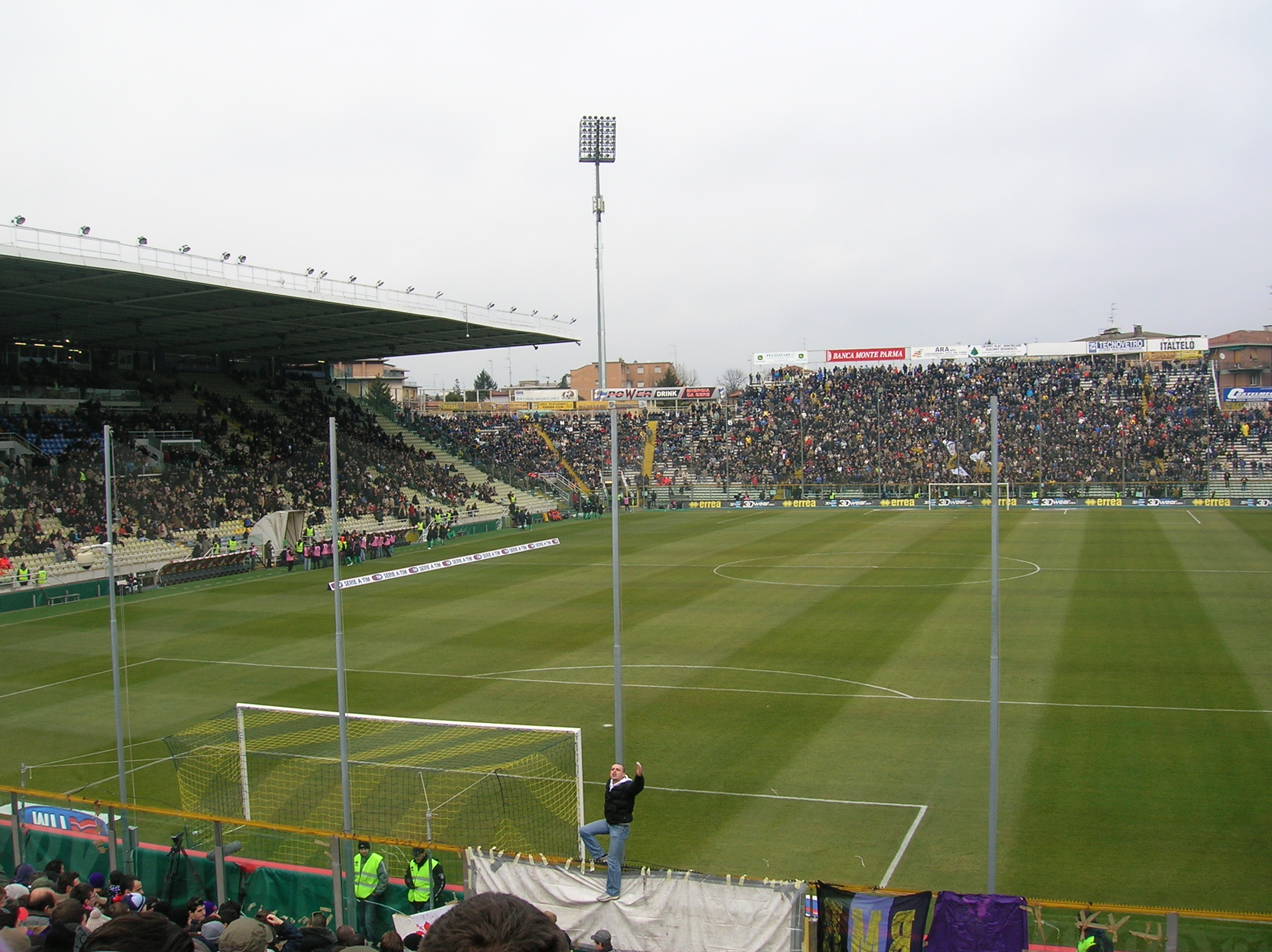
Stadio Ennio Tardini.

1913 bildades klubben som Verdi FC till minne av kompositören Giuseppe Verdi. Redan senare samma år (den 13 december 1913) byter klubben emellertid namn till Parma FC. De första åren spelade laget enbart vänskapsmatcher mot andra lokala lag. Men säsongen 1919/1920 anmälde laget sig in i seriesystemet för första gången. På den här tiden hade varje region ett eget mästerskap och Parma var tvungen att kvala. 1924/1925 kvalade man in till det regionala mästerskapet. 1928/1929 vann man mästerskapet och flyttades upp till Serie B.
Parma stannade i Serie B i tre säsonger innan klubben flyttades ner till Serie C. Det var under denna tid som laget bytte namn till AS Parma. I serie C skulle man hålla sig en lång tid. När seriesystemet startade 1941/1942 flyttades man upp till Serie B direkt. Där höll man till innan man flyttades ner igen efter att ha förlorat en kvalmatch mot Spezia med 4-1.
1953/1954 tog man sig upp på nytt efter fem säsonger i Serie C. Man tog sig denna säsong till övre delen av tabellen.
1964/1965 åkte man ner till Serie C. I slutet av 1960-talet var laget så uselt att man till och med åkte ner i Serie D och bytte namn flera gånger innan man 1967/1968 fick namnet AC Parma igen. 1968/1969 gick klubben samman med AC Parmense.
Klubben tog sig genast upp till Serie C och 1972/1973 upp till Serie B. Tre säsonger senare nådde man sin högsta placering någonsin då man kom femma i Serie B. Glädjen varade inte länge. Säsongen därpå åkte man ut. 1978/1979 tog man steget upp genom att besegra Triestina i ett playoff där en viss Carlo Ancelotti gjorde två mål. Denna tid blev också kortvarig då man säsongen därpå åkte ur. 1984/1985 var man i Serie B igen bara för att genast åka ur igen. 
Säsongen 1986/1987 under Arrigo Sacchis ledning tog laget klivet upp till Serie B. Men Sacchi lämnade Parma för Milan sedan Milanpresidenten Silvio Berlusconi blivit imponerad av Parmas spel i Coppa Italia. Men även om Sacchi lämnade Parma så lyckades laget med den historiska bedriften att ta sig upp till Serie A för första gången, nu under ledning av Nevio Scala den 27 maj 1990 då laget besegrade Reggina med 2-0 i näst sista omgången, efter mål av Marco Osio och Alessandro Melli.

### Grande Parma
Inför debuten i Serie A 1990 och med värvningar som Claudio Taffarel, Georges Grün och Tomas Brolin, visade de nytillträdda ägarna, familjen Tanzi, att Parma skulle vara ett lag att räkna med. Premiären spelades hemma på Ennio Tardini den 9 september, och det var inga mindre än storlaget Juventus FC - som idag är en av klubbens stora rivaler. Alessandro Melli öppnade målskyttet för Parma och gav dem en överraskande 1-0 ledning på straff. Men Juventus vände och vann med 2-1.
I tredje omgången kom klubbens första seger, Mot Napoli med Diego Maradona i laget som besegrades på hemmaplan med 1-0 efter att Marcio Osio slagit in enda målet. Sedan flöt det på i serien och laget lyckades komma på en sjätteplats - och nästa säsong skulle man få spela i Uefacupen. Anfallsparet Melli-Brolin imponerade med tekniskt spel, men de var ändå inga renodlade anfallare som kunde garantera mer än tio mål.
Inför 1991/1992 anlände båda ytterbackarna Alberto di Chiara (Fiorentina) och Antonio Bennarrivo (Padova), båda två som offensiva ytterbackar i Scalas 3-5-2. Tyvärr för Parmas del blev Europaäventyret kortvarigt och man åkte ur mot CSKA Sofia i den första omgången, men man skulle snart få revansch i Europa. I ligan hamnade laget på en sjundeplats och fick därmed spela Europaspel året efter och klarade den svåra andra säsongen.
Parma vann sin första titel då man vann i Coppa Italia mot Juventus med 2-0. I maj samma år blev Di Chiara som första Parmaspelare någonsin italiensk landslagsspelare.
Parma hade nu gjort sig ett namn i Italien, Men det var först säsongen 1992/1993 som Europa för första gången fick smaka på fotbollslaget Parma.
Man valde att satsa på den svårfångade colombianen Faustino Asprilla. Efter att ha startat säsongen med att förlora den italienska supercupen (mot AC Milan) gick ligaspelet bättre och man slutade man på tredje plats. Ute i Europa blev det succé. Den 12 maj 1993 vann Parma mot Antwerpen i finalen i Cupvinnarcupen på Wembley Stadium med 3-1 . 
Säsongen 1993/1994 satsade Parma mot ännu högre höjder med värvningen av teknikern Gianfranco Zola från (Napoli) och i november anslöt Nestor Sensini från (Udinese). säsongen startade med final i Europeiska supercupfinalen mot AC Milan som hade vunnit Champions League mot Barcelona med 4-0. Men Parma skulle man inte köra över och det blev seger med 2-0 efter förlängning. Parma gick åter igen till final i Cupvinnarcupen mot Arsenal men lyckades inte försvara titeln. I ligan placerade man sig femma vilket dock var en besvikelse. Parma var inte tillräckligt effektiva när det verkligen gällde. Allt fler vädjade att Scala inte var rätt man för att föra klubben till Scudetton. Parmas arena användes för första gången av det Italienska landslaget i en vänskapsmatch mot Finland (Genrep inför VM i USA 1994.).
Säsongen 1994/1995 såg Parma bättre ut mentalt. Med nya spelare som Dino Baggio, Fernando Couto och Roberto Mussi låg man tvåa, en poäng efter pånyttfödda Juventus efter 17 omgångar. Men under våren orkade inte Parma och hamnade på tredje plats i ligan. Cupframgångarna fortsatte dock. I Coppa Italia besegrades man av Juventus i finalen. Ute i Europa hade laget också framgångar; i finalen i Uefacupen mötte man återigen Juventus som besegrades med totalt 2-1, och Dino Baggio gjorde båda målen. Klubben hade större mål, trots titlarna hade Parmas ledning en känsla att de inte nådde ända fram, man ville vinna Scudetton. Man beslutade att låta Scala få en chans till och för första gången värvade klubben en etablerad stjärna, Hristo Stoitjkov och även den Italienska U21-trion Filippo Inzaghi-Massimo Brambilla-Fabio Cannavaro. 1995/1996 blev Scalas sista säsong i klubben, som inte blev så lyckad med en sjätteplacering, och ut ur Uefacupen i kvartsfinalen mot PSG. Man slog emellertid ut svenska Halmstads BK ur Cupvinnarcupens andra omgång, men först efter att överraskande förlorat bortamatchen med 3-0 för att hemma på Ennio Tardini vinna returen med 4-0. Saker och ting behövdes förändras tyckte Tanzi. 
Carlo Ancelotti anställdes som ny tränare. Ancelotti bytte system till 4-4-2. Nya anfallsspelarna Enrico Chiesa och Hernan Crespo fick Parma tillgång till två pålitliga målskyttar. Stoichkov och Couto såldes båda till FC Barcelona och Inzaghi lyckades inte och såldes. I början av säsongen såg inte Ancelotti fansens kelgris Zola som en ledare och ville inte ge honom den fria roll han haft. Det började illa med förlust Vitoria Guimares i Uefacupens första omgång och sorti mot Pescara i den andra omgången i cupen. Läget var inte det bästa och till slut valde ledningen att sälja den ratade Zola i november till Chelsea FC och dessutom lösa Scala från återstoden av hans kontrakt. 
Ledningen backade upp Ancelotti. Det skulle få resultat. Efter att ha legat en poäng ovanför nedflyttning inför bortamatchen mot Milan i den fjortonde ligaomgången vände allt. Nya kroaten Mario Stanic nickade in segermålet och Parma marscherade upp i tabellen. Snart pressade de ligaledarna Juventus. Det såg ut att bli en infernaliskt spännande avslutning i ligan när man ledde borta mot Juventus med 1-0 med sedan två omgångar kvar. Seger hade inneburit att endast tre poäng skiljde lagen åt. En billig straff räddade oavgjord för juve som sedan vann Scudetton. Men Parma hade aldrig varit närmare ligatiteln än någonsin med sin andra plats 1996/1997. 
I Europaspelet var Parma för första gången med i Champions League säsongen 1997/1998. I kvalet slog man ut polska Widsew Lódz med totalt 7-1 och laget hamnade i samma grupp som regerande mästarna Borussia Dortmund, Sparta Prag och Galatasaray. I gruppspelet hamnade man på andra plats med nio poäng och lyckades inte ta sig vidare till kvartsfinalen - endast de sex gruppsegrarna och de två bästa tvåorna gick vidare - efter att bland annat onödigt kryssat mot gruppens båda strykpojkar Sparta Prag och Galatasaray. I ligan samma år hamnade Parma på sjätte plats och fick "nöja" sig med en plats i Uefacupen. 
Och väl där hade man bestämt sig för att gå hela vägen. Under ledning av Alberto Malesani och med ett lag som bestod av spelare som Hernán Crespo, Fabio Cannavaro och Gianluigi Buffon vann man Uefacupen efter att ha slagit Olympique de Marseille med 3-0 i finalen i Moskva. I ligan hamnade Parma på en andra plats, efter Juventus. Samma år vann man också Coppa Italia, efter att ha slagit Fiorentina i finalen. Säsongen 1998/1999 var Parmas i särklass bästa säsong. 
1999/2000 startade med en seger över Milan i den UEFA Super Cup, men i klubbens andra CL-äventyr gick det sämre. Glasgow Rangers blev för svåra och laget hamnade än en gång i Uefacupen, där det inte gick lika bra som föregående säsongen. I ligan hamnade Parma och Inter på delad fjärdeplats med samma poäng och ett playoff fick avgöra vilket av lagen som skulle få äran att representera Italien i Champions League. Inter vann med 3-1 och Parma fick än en gång nöja sig med Uefacupspel. 
Malesani lämnade rodret och Arrigo Sacchi övertog tränarrollen. Men det blev en kortvarig sejour för Sacchi, då denne drabbades av hjärtproblem. Renzo Ulivieri fick ersätta och ledde laget framgångsrikt till fjärdeplatsen och ännu ett Champions League-äventyr. I Coppa Italia gick laget fram till finalen, där Fiorentina dock blev för svåra.

### Nedgång
2001/2002 började "raset". I Champions League-kvalet fick Parma ta sig an det franska överraskningslaget Lille. En lätt match för Parma trodde många men fransmännen visade prov på stor vilja och lyckades ställa till med en stor skräll. Lille vann med 2-1 och gick vidare till gruppspelet i Champions League. I ligan gick det uselt och Ulivieri fick sparken redan i oktober. Argentinaren Daniel Passarella tog över, men då han inte lyckades ta en enda poäng under två månaders tid, fick också han sparken. I december tog Pietro Carmignani över och lyckades föra laget upp på säker mark. Dessutom vann Parma sin tredje titel i Coppa Italia, efter att ha besegrat Juventus med 2-2, men med fler bortamål.
Inför säsongen 2002/2003 anställdes Claudio Cesare Prandelli som ny tränare för AC Parma och med unga fräscha talanger som Adriano, Matteo Ferrari och Adrian Mutu såg framtiden ljus ut för laget. I ligan lyckades laget ta en stabil sjätteplats men i Uefacupen blev det sorti mot polska Wisla Krakow i den andra omgången. 
2003/2004 inleddes även denna med stor optimism. Adriano hade stort ansvar i offensiven efter att Mutu lämnat klubben för Chelsea. Laget startade fint och var med i kampen om fjärdeplatsen, som leder ut i Champions League. Men vintern 2003 blev ett stort bakslag för klubben. Det uppdagades att ägarna Tanzi, som även äger Parmalat-koncernen (motsvarande Sveriges Arla) hade förskingrat flera miljarder kronor, varav en del genom AC Parma, och hade enorma skulder. Detta drabbade även Parma, och klubbens framtid var mycket oviss. Skräckscenariot var att klubben skulle tas ur Serie A och relegeras till Serie C1, men den italienska staten gick in med ekonomiska förvaltare och räddade klubben. AC Parma bytte namn till FC Parma och laget spelade vidare i serien. Inter köpte loss Parmas halva av Adriano (spelaren var delägd klubbarna emellan) i januari och många trodde att klubben skulle rasa i tabellen. 
Parma hamnade på femte plats, och missade chansen till friska och välbehövliga CL-pengar. 
Om 2003/2004 startade med optimism så var den efterföljande säsongen dess absoluta motsats. Prandelli hade lämnat klubben och även ett flertal klasspelare. På tränarsidan var Silvio Baldini det nya namnet och man hoppades att han skulle kunna leda laget till en stabil mittenplacering. Det blev fiasko och efter 15 omgångar fick Baldini sparken. In kom Pietro Carmignani, ännu en gång och skulle även den här gången försöka rädda klubben kvar i Serie A. Seriespelet var bedrövligt men i Uefacupen gick det unga laget fram som en ångvält och skapade bragder på löpande band. I semifinalen mot CSKA Moskva tog det dock stopp, efter 0-0 hemma och 0-3 borta, men detta var ändå mer än vad man hade räknat med. 
Pietro "Stålmannen" Carmignani lyckades få laget över nedflyttningsstrecket och Parma hamnade på en delad 17:e plats tillsammans med bittra rivalen Bologna. Ett playoff-spel fick avgöra. Dubbelmötet inleddes på Ennio Tardini i Parma och laget var tvunget att spela utan flera nyckelspelare. Matchen vanns av Bologna med 1-0 efter att albanen Igli Tare nickat in matchens enda mål. På Renato Dall'Ara krävdes Parmavinst, annars skulle den 14 år långa eran i Serie A få sitt slut. På en hörna nickade lagkaptenen Giuseppe Cardone in 1-0 och några minuter senare gjorde målkungen Alberto Gilardino 2-0, vilket också blev slutresultatet. De flera tusen tillresta Parmasupportrarna jublade ikapp med spelarna och härliga scener utspelades efter matchen.

### Konkursen
Den 19 mars 2015 försattes klubben i konkurs av det italienska domstolsverket. Parma FC har under längre tid varit utsatt för stora ekonomiska problem, och låg vid konkursbeslutet sist i Serie A. Skulderna beräknas till närmare 1 miljard svenska kronor. Efter konkursansökan sökte klubben efter en ny ägare för att på så sätt kunna spela vidare i Serie B, man lyckades dock inte finna någon köpare innan tidsfristen för konkursen gick ut och klubben får därför starta om i Serie D.

## Spelare

### Spelartrupp
| 1  | Italien  | Luigi Sepe     | 8 maj 1991  | Napoli (-18) |
| 34 | Italien  | Simone Colombi | 1 juli 1991 | Carpi (-19)  |
| 92 | Rumänien | Andrei Radu    | 28 maj 1997 | Inter (-20)  |

| 2  | Italien   | Simone Iacoponi   | 30 april 1987    | Virtus Entella (-17)    |
| 3  | Albanien  | Kastriot Dermaku  | 15 januari 1992  | Cosenza (-19)           |
| 16 | Frankrike | Vincent Laurini   | 10 juni 1989     | Fiorentina (-17)        |
| 22 | Portugal  | Bruno Alves       | 27 november 1981 | Rangers (-18)           |
| 28 | Sverige   | Riccardo Gagliolo | 28 april 1990    | Carpi (-17)             |
| 36 | Italien   | Matteo Darmian    | 2 december 1989  | Manchester United (-19) |
| 97 | Italien   | Giuseppe Pezzella | 29 november 1997 | Udinese (-19)           |
| –  | Italien   | Vasco Regini      | 9 november 1990  | Sampdoria (-20)         |

| 8  | Italien   | Alberto Grassi     | 7 mars 1995      | Napoli (-18)                 |
| 10 | Brasilien | Hernani            | 27 mars 1994     | Zenit Sankt Petersburg (-19) |
| 15 | Uruguay   | Gastón Brugman     | 7 september 1992 | Pescara (-19)                |
| 17 | Italien   | Antonino Barillà   | 1 april 1988     | Trapani (-17)                |
| 19 | Slovenien | Jasmin Kurtić      | 10 januari 1989  | SPAL (-20)                   |
| 21 | Italien   | Matteo Scozzarella | 5 juni 1988      | Trapani (-17)                |
| 33 | Slovakien | Juraj Kucka        | 26 februari 1987 | Trabzonspor (-19)            |

| 7  | Frankrike       | Yann Karamoh         | 8 juli 1998      | Inter (-19)               |
| 9  | Italien         | Roberto Inglese      | 12 november 1991 | Napoli (-18)              |
| 11 | Danmark         | Andreas Cornelius    | 16 mars 1993     | Atalanta (-19)            |
| 20 | Italien         | Gianluca Caprari     | 30 juli 1993     | Sampdoria (-20)           |
| 26 | Italien         | Luca Siligardi       | 26 januari 1988  | Hellas Verona (-17)       |
| 27 | Elfenbenskusten | Gervinho             | 27 maj 1987      | Hebei China Fortune (-18) |
| 88 | Italien         | Andrea Adorante      | 5 februari 2000  | Inter (-19)               |
| 93 | Italien         | Mattia Sprocati      | 28 april 1993    | Lazio (-18)               |
| –  | Elfenbenskusten | Muhamed Tehe Olawale | 20 februari 1999 | Ponsacco (-20)            |

### Pensionerade nummer
6 –  Alessandro Lucarelli, Försvarare, 2008–2018
12 – Curva Nord-fansen, "den tolfte spelaren"

### Svenska spelare
- Jesper Blomqvist
- Tomas Brolin
- Riccardo Gagliolo
- Dejan Kulusevski
- David Löfquist

### Kända spelare
Argentina
- Hernán Crespo
- Ariel Ortega
- Roberto Sensini
- Juan Sebastián Verón

Australien
- Mark Bresciano
- Vince Grella

Belgien
- Johan Walem

Brasilien
- Adriano
- Márcio Amoroso
- Fábio Simplício
- Cláudio Taffarel

Bulgarien
- Hristo Stoitjkov

Columbia
- Faustino Asprilla

Frankrike
- Sébastien Frey
- Johan Micoud
- Lilian Thuram

Italien
- Luigi Apolloni
- Dino Baggio
- Simone Barone
- Antonio Benarrivo
- Emiliano Bonazzoli
- Gianluigi Buffon
- Fabio Cannavaro
- Paolo Cannavaro
- Enrico Chiesa
- Marco Di Vaio
- Alberto Gilardino
- Marco Marchionni
- Alessandro Melli
- Domenico Morfeo
- Gianfranco Zola

Japan
- Hidetoshi Nakata

Kroatien
- Mario Stanić

Rumänien
- Adrian Mutu

Sverige
- Tomas Brolin

Turkiet
- Hakan Şükür